# Marin Terzija
Marin Terzija, jedan od dva nogometaša NK Vala iz Kaštel Starog, koji dolazi na ispomoć Hajduku za Rappan kup 21. srpnja 1963. koji se igrao u Splitu protiv SONP-a iz Kladna. To mu je bio jedini nastup kao i Slavenu Šimiću, njegovom klupskom kolegi.
Na toj utakmici na vratar Hajduka je bio Damir Delić, a igrali su još Vinko Cuzzi, Ferante Colnago, Miroslav Brkljača, Ante Žaja, Slaven Šimić, Branko Kraljević, Ante Kunac, Zvonko Bego i Veljko Zuber. Utakmica je završila konačnim rezultatom 1:2, a gol za Hajduk postigao je Kunac.
Marin Terzija je opisan kao vrlo dobar dribler i na mjestu i u sprintu, igrač neviđene startne brzine, s loptom i bez nje u kratkom sprintu s podjednako razornim i snažnim preciznim udarcima s obje noge. Imao je izuzetno visok skok u vis s preciznim udarcima glavom.
Statistika u Hajduku
| Natjecanje        | Nastupi | Zgoditci |
| ----------------- | ------- | -------- |
| Prvenstvo         | 0       | 0        |
| Kup               | 0       | 0        |
| Superkup          | 0       | 0        |
| Međunarodne       | 1       | 0        |
| Splitski podsavez | 0       | 0        |
| Ukupno            | 1       | 0        |
| Prijateljske      | 0       | 0        |
| Sveukupno         | 1       | 0        |